# 海老井英次
海老井英次（日语：／ Ebii Eiji，1938年12月17日—）是一名日本近代文學研究者，九州大學名譽教授。

## 生平
海老井出生於東京市（現為新宿區）。1962年畢業於九州大學文學部法文科，1966年畢業於同校國文科，並於1986年以「大正時代，作為個人主義文學展開中軸的芥川龍之介作品研究」獲得文學博士學位。之後，他曾擔任九州大學國文科助理、純真女子短期大學講師、大分工業高等專門學校講師、北九州大學助理教授、九州大學教養部助理教授及教授，並在九州大學大學院比較社會文化研究院任教授。2001年定年退役，獲得名譽教授稱號，並在京都女子大學任教授，於2009年退休。他的研究專長為芥川龍之介。

## 著作

### 單編著
- . 角川書店. 1981-7. ISBN 978-4045808111.
- . 櫻楓社. 1988-1. ISBN 978-4273022211.
- . 有精堂出版. 1990-8. ISBN 978-4640303240.
- . 行政. 1994-1-1. ISBN 978-4324038130.
- . 行政. 1995-7-1. ISBN 978-4324038147.
- . 翰林書房. 1999-10. ISBN 978-4877370824.
- . おうふう. 2001-3. ISBN 978-4273031589.
- . 勉誠出版. 2003-8-15. ISBN 978-4585051619.

### 共編著
- 『芥川竜之介』編著 桜楓社 1973
- 海老井英次、宮坂覺. . 双文社出版. 1990-12. ISBN 978-4881642047.
- 宮島資夫（著）、海老井英次（編）. . ゆまに書房. 2000-11. ISBN 978-4897148946.
- 原武哲、海老井英次、石田忠彥. . 笠間書院. 2014-7-28. ISBN 978-4305707222.

### 翻譯
- G.ダリダン（著）、海老井英次（譯）. . 八雲短歌会 西日本新聞社. 1972. ASIN B000J98KZ4.

## 外部連結
- 海老井 英次 （页面存档备份，存于） - 京都女子大學教員個人簡介